# Johann Georg von Belling
Johann Georg von Belling (né en 1642 et mort le 12 août 1689 près de Bonn) est un général de division de l'électorat de Brandebourg et commandant de la forteresse de Pillau.

## Biographie

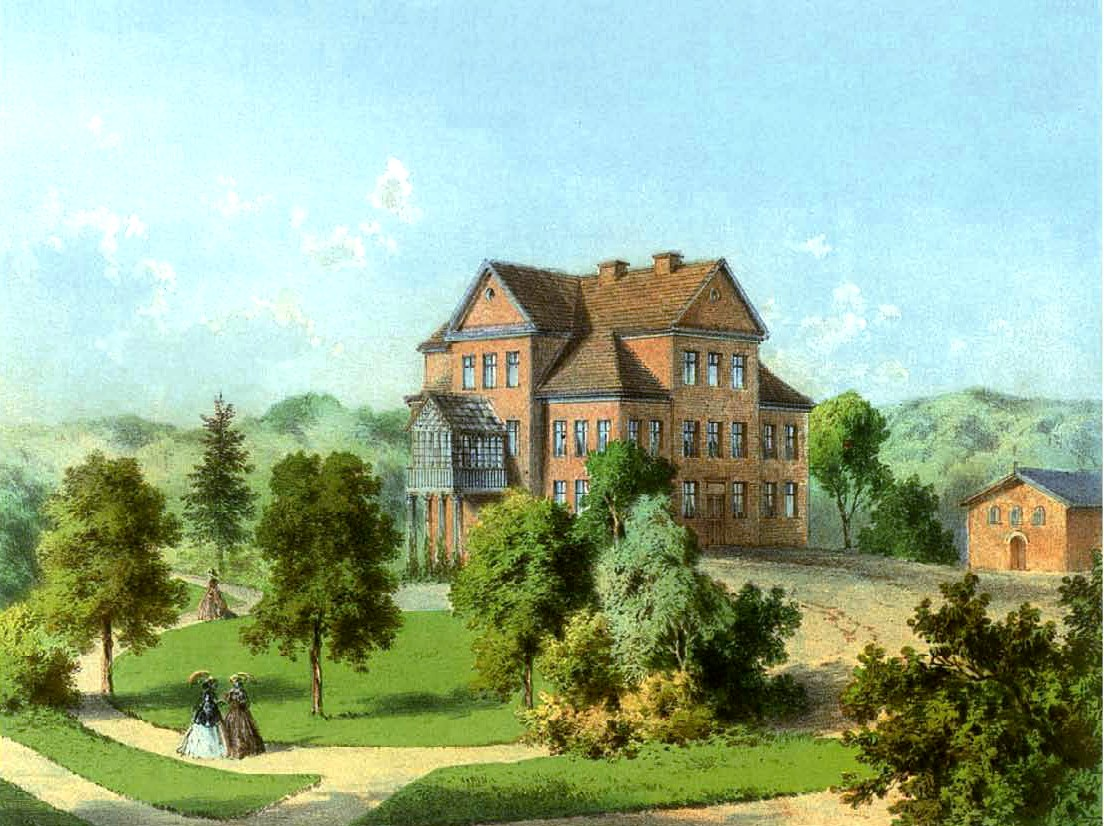
Manoir de Seubersdorf vers 1860, Collection Alexander Duncker

Il est le fils de Christoph von Belling, seigneur de Kremlin, de l'ancienne famille poméranienne Belling (de) et vertu de Stöhren de la branche de Nordhausen (Nouvelle-Marche).
Il entre très jeune au service du Brandebourg. En 1677, il combat dans le régiment « von Dohna » et parvient à intercepter un convoi de ravitaillement au large de Stettin. Le 16 septembre 1678, il devient commandant du « régiment à pied du Prince Électeur ». En 1679, il est colonel à Rügen. Pendant le siège d'Ofen en 1686, von Belling est blessé. En 1681, il entre en possession du manoir de Seubersdorf. Après la mort de son beau-père Wilhelm von Eppingen, l'ancien maire de Marienwerder, ses fils Abraham et Georg sont lourdement endettés, alors von Belling leur achète la propriété. Le manoir est reconstruit en 1685 par les prisonniers de guerre que Belling a amenés avec lui.  Le 21 juin 1688, le « régiment à pied Waldburg (de) » lui est remis. Le 21 avril 1689, il est promu major général
Il meurt pendant le siège de Bonn en 1689. Il est grièvement blessé d'une balle dans la tête le 18 juin et décède le 12 août 1689.

## Famille
Il se marie à l'Anglaise Franziska Lambertin (mort en 1671). Après sa mort, il se marie avec Anna Sibilla von Eppingen (née en 1641 et morte le 4 mars 1703) en 1673.
Son fils Johann Abraham devient lieutenant-colonel prussien, commandant du château d'Altena et épousa Katharina von Kospoth (de) de Paulsdorf. Leur fils est le général prussien Wilhelm Sebastian von Belling.